# Laphria apila
Laphria apila là một loài ruồi trong họ Asilidae. Laphria apila được Bromley miêu tả năm 1951. Loài này phân bố ở vùng Tân Bắc giới.